# 小行星3294
小行星3294（3294 Carlvesely）是一颗绕太阳运转的小行星，为主小行星带小行星。该小行星于1960年9月24日发现。

## 轨道参数
小行星3294的轨道半长轴为2.6978137 UA，离心率为0.068。